# Daltonia decolyi
Daltonia decolyi är en bladmossart som beskrevs av Brotherus och Hirendra Chandra Gangulee 1977. Daltonia decolyi ingår i släktet Daltonia och familjen Daltoniaceae. Inga underarter finns listade i Catalogue of Life.